# Rio Suryana
Rio Suryana (* 28. Februar 1977 in Bogor) ist ein in Indonesien geborener australischer Badmintonspieler.

## Karriere
Rio Suryana nahm 2000 im Mixed und im Herreneinzel an Olympia teil. In beiden Disziplinen belegte er dabei in der Endabrechnung Platz 17. In den Jahren zuvor hatte er 1998 und 1999 die Australian Open und 1999 die Polish Open gewonnen.

## Sportliche Erfolge
| Saison | Veranstaltung   | Disziplin    | Platz | Name                       |
| ------ | --------------- | ------------ | ----- | -------------------------- |
| 1998   | Australian Open | Herreneinzel | 1     | Rio Suryana                |
| 1999   | Polish Open     | Herreneinzel | 1     | Rio Suryana                |
| 1999   | Australian Open | Herreneinzel | 1     | Rio Suryana                |
| 2000   | Olympia         | Mixed        | 17    | Rio Suryana / Kellie Lucas |
| 2000   | Olympia         | Herreneinzel | 17    | Rio Suryana                |